# Harar
Harar je historické město v Etiopii. Nachází se ve východní části země a je hlavním městem administrativní oblasti Harari. Rozprostírá se v Chercherských horách v nadmořské výšce 1885 m a je odklopené pouští a savanami. Vzdálenost od hlavního města Etiopie Addis Abeby je asi 500 km směrem na východ.

## Historie

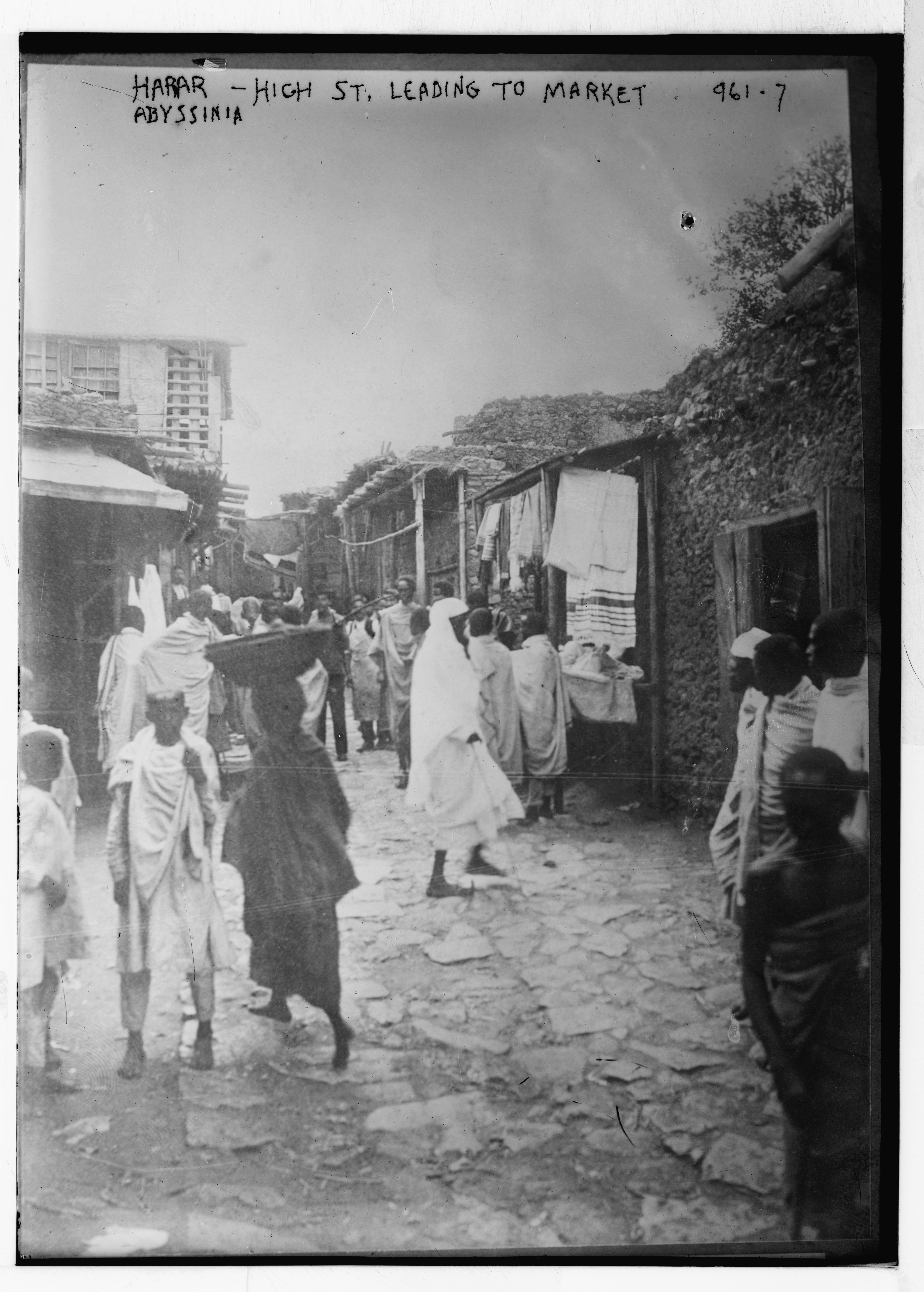
Ulice Hararu přibližně mezi lety 1900–1920

Většina informací o počátku vychází z ústní tradice, nicméně počátky Hararu jsou nejasné. Některé zdroje hovoří o počátku města před 10. stoletím našeho letopočtu, kdy do oblasti Afrického rohu začali pronikat Arabové. Arabové v této oblasti zakládali města a Harar se stal jedním z hlavních obchodních center spojující africké a islámské cesty. S příchodem Arabů se do oblasti dostává islám a Harar se stává čtvrtým nejvýznamnějším městem islámu. Historické centrum města je obklopeno masivní zdí místy až 4 metrů vysokou, která vznikla mezi 13. a 16. stoletím. Ve městě se nachází 80 mešit, z nichž některé pocházejí z 10. století. Dále zde nalezneme vice než 100 svatyní. Dnešní podobu město získalo v roce 1520 pod nadvládou Abu Bakr ibn Mahammada, který se rozhodl změnit své hlavní město a získává dominantní postavení v Adalském sultanátu. A přichází zlatý věk města. V 17. a 18. století se Harar stává centrem šíření Islámu do jinak křesťanského okolí. Město si udrželo svou nezávislost až do roku 1875, kdy si oblast podmanil Egypt. V 19. století je postavena železniční trať spojující Addis Abebu a Džibuti a Harar ztrácí na svém obchodním významu. V roce 2006 byl Harar zařazen na seznam světového dědictví UNESCO.

## Obyvatelé
Ve městě žije okolo 150 000 obyvatel z nichž asi 10 000 mluví jazykem Harari. Obyvatele Hararu představují afro–asijsky mluvící etnické skupiny. Hlavní skupinu však tvoří původní obyvatelé Hararové, kteří sami sebe nazývají jako usu Gey (lidé z města). Mezi další skupiny obyvatel patří Somálci, Oromové, Amharové, Afarové a další.
Hlavní náboženství ve městě je islám. Hararové jsou známí kvalitou svých řemesel, mezi něž patří například tkaní, košíkářství a vázání knih.

## Město

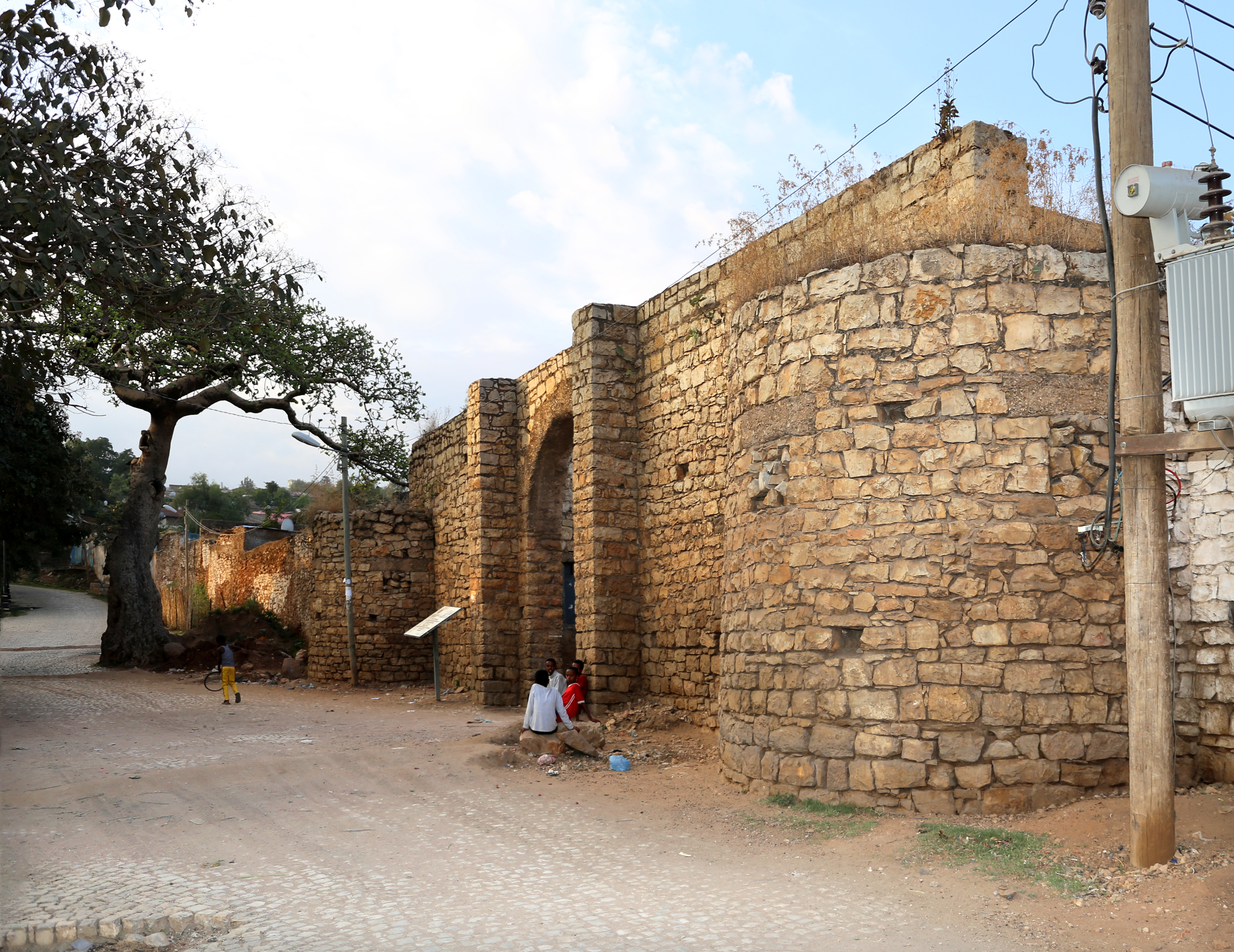
Městské hradby

Staré centrum města zaujímá pouze 1 km², ale je snadné se v něm ztratit. Je tvořeno hustou sítí malých zakřivených uliček které jsou po svém obvodu obehnány starými hradbami. Ke vstupu do města se používá šest bran.
Původně bylo bran pět a tyto brány odpovídaly pěti hlavním silnicím, které rozdělovaly město na pět oblastí. Hlavní funkce města jsou soustředěny v centrální části, kterou tvoří pomyslný trojúhelník.
V Hararu můžeme objevit tři druhy domů. Nejčastější jsou tradiční městské domy: skládající se ze tří místností v přízemí. Druhým typem jsou tzv. Indické domy, které stavěli indičtí obchodníci přicházející do města po roce 1887. A byly stavěny v nejvyšších místech města. Jsou tvořeny obdélníkovým půdorysem se dvěma patry. Třetí typem jsou kombinované domy z předchozích dvou typů.

## Osobnosti
Mezi významné osobnosti, které navštívily město patří francouzský básník, významný představitel tzv. prokletých básníků Jean Arthur Rimbaud, který se v Hararu usadil jako obchodník s kávou. Nyní jeho bývalý dům slouží jako muzeum.

## Zajímavosti
Mezi místa, která byste měli v Hararu navštívit, patří starý královský palác Ras Makonnen, jež byl postaven otcem posledního krále Etiopie, po němž je také pojmenován.
Dalším zajímavým místem je mešita Jami, jejíž historie sahá až do 17. století. Mezi další atrakce patří krmení hyen: je to stará hararská tradice, která se v rodině dědí z otce na syna. Za zmínku také stojí největší čatový trh v Etiopii. Harar proslul také díky proslulým tržištím, kde zaručeně koupíte nejlepší a nejlevnější zboží.

## Partnerská města
- Clarkston, USA
- Charleville-Mézières, Francie
- Şanlıurfa, Turecko